# Chelsea Marie
Chelsea Marie (West Palm Beach, Florida; 16 de mayo de 1991) es una actriz pornográfica transexual estadounidense.

## Biografía
Chelsea Marie nació en West Palm Beach (estado de Florida) en mayo de 1991. Debutó en la industria pornográfica en 2012, con 21 años de edad.
En 2017 empezó a ser reconocida en círculos profesionales del sector y recibió sus primeras dos nominaciones importantes en los Premios AVN y Premios XBIZ a la Artista transexual del año.
Como actriz, Marie ha trabajado para otras productoras como Grooby, Trans500, Evil Angel, Transerotica, Devil's Film, Shemale Strokers, White Ghetto, Exquisite, CX WOW, Gender X, Two TGirls, Kink.com o Jules Jordan Video, entre otras.
Algunas películas de su filmografía son All T-Girls, Rogue Adventures 44, She-Male Idol - The Auditions 5, TGirls Porn 2, Trans X-Perience 4, Transsexual Girlfriend Experience, Trans-Visions 2 o TS Playground 14.
Hasta la actualidad, ha grabado más de 270 películas.

## Premios y nominaciones
| Año  | Ceremonia                  | Resultado | Premio                                   | Trabajo                     |
| ---- | -------------------------- | --------- | ---------------------------------------- | --------------------------- |
| 2013 | Tranny Awards              | Nominada  | Best Hardcore Perfomer                   | —                           |
| 2013 | Tranny Awards              | Ganadora  | Best Alt. Model                          | —                           |
| 2015 | Transgender Erotica Awards | Nominada  | Best Solo Performer                      | —                           |
| 2015 | Transgender Erotica Awards | Ganadora  | Ms. Unique                               | —                           |
| 2016 | Premios AVN                | Nominada  | Premio fan: Actriz transexual favorita   | —                           |
| 2017 | Premios AVN                | Nominada  | Artista transexual del año               | —                           |
| 2017 | Transgender Erotica Awards | Nominada  | Mejor actuación hardcore                 | —                           |
| 2017 | Premios XBIZ               | Nominada  | Artista transexual del año               | —                           |
| 2018 | Premios AVN                | Nominada  | Premio fan: Mejor artista transexual     | —                           |
| 2018 | Transgender Erotica Awards | Nominada  | Best Hardcore Model                      | —                           |
| 2018 | Transgender Erotica Awards | Nominada  | Mejor escena                             | Real Fucking Girls 2        |
| 2019 | Transgender Erotica Awards | Nominada  | Best Hardcore Model                      | —                           |
| 2019 | Transgender Erotica Awards | Nominada  | Mejor escena chica-chica                 | If I Win, I Get to Fuck You |
| 2019 | Transgender Erotica Awards | Nominada  | Mejor escena chica-chica                 | Trans-Visions 13            |
| 2020 | Premios AVN                | Nominada  | Artista transexual del año               | —                           |
| 2020 | Premios XBIZ               | Nominada  | Artista transexual del año               | —                           |
| 2021 | Premios XBIZ               | Nominada  | Artista transexual del año               | —                           |
| 2022 | Premios AVN                | Nominada  | Mejor escena de sexo transexual en grupo | I Am Aubrey                 |
| 2022 | Premios XBIZ               | Nominada  | Artista transexual del año               | —                           |